# Élections législatives ceylanaises de 1952
Les élections législatives ceylanaises de 1952 ont eu lieu au Dominion de Ceylan, dans l'actuel Sri Lanka, entre le 24 mai et le 30 mai 1952.

## Contexte
Le premier ministre Don Stephen Senanayake meurt pendant son mandat le 22 mars 1952, et son fils Dudley Senanayake a été nommé par le gouverneur général de Ceylan Herwald Ramsbotham.
Les élections de 1952 sont les premières élections du Sri Lanka Freedom Party, le 2e parti politique le plus important du Sri Lanka. Ce parti à tendance socialiste s'est séparé de l'UNP pour pouvoir promouvoir une mentalité nationaliste pro-cingalaise.
Le parti tamoul All Ceylon Tamil Congress se divise en deux après une alliance avec l'UNP. Le parti fédéraliste Illankai Tamil Arasu Kachchi est créé.

## Résultats
Résumé du résultats des élections législatives de 1952
| Parti politique       | Parti politique                                                  | Députés présentés     | Votes     | %        | Chaises |
| --------------------- | ---------------------------------------------------------------- | --------------------- | --------- | -------- | ------- |
|                       | United National Party                                            | 81                    | 1,026,005 | 44,08 %  | 54      |
|                       | Sri Lanka Freedom Party                                          | 48                    | 361,250   | 15,52 %  | 9       |
|                       | Lanka Sama Samaja Party                                          | 39                    | 305,133   | 13,11 %  | 9       |
|                       | Parti communiste de Ceylan / Viplavakari Lanka Sama Samaja Party | 19                    | 134,528   | 5,78 %   | 4       |
|                       | All Ceylon Tamil Congress                                        | 7                     | 64,512    | 2,77 %   | 4       |
|                       | Illankai Tamil Arasu Kachchi                                     | 7                     | 45,331    | 1,95 %   | 2       |
|                       | Ceylon Labour Party                                              | 5                     | 27,096    | 1,16 %   | 1       |
|                       | Republican Party                                                 | 9                     | 33,001    | 1,42 %   | 0       |
|                       | Buddhist Republican Party                                        | 3                     | 3,987     | 0,17 %   | 0       |
|                       | Independants                                                     | 88                    | 326,783   | 14,04 %  | 12      |
| Votes valides         | Votes valides                                                    | 306                   | 2 327 626 | 100,00 % | 95      |
| Électeurs enregistrés | Électeurs enregistrés                                            | Électeurs enregistrés | 2 990 912 |          |         |
| Participation         | Participation                                                    | Participation         | 70.70     |          |         |